# Чумовые боты
«Чумовы́е бо́ты» (англ. Kinky Boots) — кинофильм режиссёра Джулиана Джаррольда, снятый в 2005 году. Фильм основан на реальных событиях.

## Сюжет
Чарли Прайсу приходится вернуться в родной городок Нортгемптон, получив в наследство семейный бизнес — небольшую обувную фабрику, на которой десятилетиями шили традиционно качественную английскую обувь. Но именно в данный момент фабрика находится на грани банкротства, и Чарли приходится делать нелегкий выбор: наблюдать медленное угасание предприятия, увольняя сотрудников, или продать фабрику и купить квартиру в Лондоне (на чём и настаивает его невеста).
Изрядно выпив вечером трудного дня (после переговоров со своими старыми заказчиками), Чарли смело бросается на защиту дамы в темном лондонском переулке. Однако, «дамой» оказывается крепкий чернокожий трансвестит Саймон, бывший боксер-тяжеловес, а ныне — звезда кабаре, певица и танцовщица  Лола.
Молодого человека осеняет: Лола и его коллеги нуждаются в хорошей и долговечной сценической обуви больших размеров, способной выдержать вес 100-килограммовой «леди». И Чарли решает наладить выпуск обуви для транссексуалов и трансвеститов.
Под чутким руководством Лолы на фабрике начинается пошив новой коллекции, которую решено представить на ежегодном шоу в Милане.
Однако, в процессе изготовления коллекции Чарли приходится пройти и через непонимание подчинённых, и через разлуку с любимой и даже ссору с Лолой накануне показа. В итоге, в качестве модели на показе в Милане Чарли вынужден сам демонстрировать продукцию своей фабрики… Показ спасает только внезапное появления на подиуме Лолы и её коллег из шоу.

## В ролях
| Актёр            | Роль                       |
| ---------------- | -------------------------- |
| Джоэл Эдгертон   | Чарли Прайс                |
| Чиветел Эджиофор | Саймон / Лола              |
| Сара-Джейн Поттс | Лорен                      |
| Ник Фрост        | Дон (рабочий фабрики)      |
| Линда Бассетт    | Мелани                     |
| Джемайма Рупер   | Никола (невеста Чарли)     |
| Роберт Пью       | Гарольд Прайс (отец Чарли) |
| Джоанна Скэнлэн  | Триш                       |
| Ивэн Хупер       |                            |
| Стивен Маркус    |                            |
| Мона Хэммон      |                            |

## Номинации
- 2007 «Золотой глобус»
  - Лучшая мужская роль (комедия или мюзикл) — Чиветел Эджиофор

## Интересные факты
Все песни Лолы исполняет сам Чиветел Эджиофор.